# 幾內亞法郎
幾內亞法郎 （法語：franc guinéen，貨幣編號：GNF）是幾內亞的流通貨幣。 輔幣單位為分，1法郎=100分。

## 幾內亞貨幣歷史

### 法國殖民前
在法國殖民前，幾內亞地區的商人通行物物交易，重要的商品為鹽、棕櫚油，并有小部分的金銀交易。

### 法國殖民后
1890年建立殖民地后，幾內亞地區和周邊的國家一樣開始使用法國發行的貨幣，當局禁止其他外幣和之前以物易物的支付方式。1944年，幾內亞被納入到法屬西非（法語：Afrique Occidentale française）和法屬赤道非洲（法語：Afrique Equatoriale française）中，使用兩地區的貨幣。發行銀行為塞內加爾銀行（Banque du Sénégal）和法屬西非銀行（Banque de l’Afrique occidentale），直至1960年。

### 獨立后
1958年1月7日在于法國達成法幾貨幣協議（ l’Accord monétaire franco-guinéen）后，幾內亞取得自己的貨幣發行權，成立幾內亞共和國銀行（ Banque de la République de Guinée ），發行幾內亞法郎。後來由於幾內亞1965年和法國斷交，并靠向社會主義陣營，1971年廢棄法郎，改用新的貨幣名稱西里（大象的意思）。直至1985年重新使用幾內亞法郎。

## 發行過的貨幣

### 1890-1958法郎
通行法國本土、法屬西非和法屬赤道非洲法郎

### 第一套法郎
- 1958.10.2版 發行面值為50、100、500、1000、5000、10000法郎
- 1960.3.1版 發行面值為50、100、500、1000法郎；5000、10000法郎有樣幣，未發行

### 幾內亞西里
- 1971版 發行面值為10、25、50、100西里
- 1980版 發行面值為1、2、5、10、25、50、100、500西里

### 第二套法郎
- 1985版 發行面值為25、50、100、500、1000、5000法郎
- 1998版 發行面值為100、500、1000、5000法郎
- 2006版 發行面值為500、1000、5000法郎
- 2007年 發行10000法郎
- 2008年 發行新10000法郎，進行防偽升級。
- 2010版（幾內亞共和國中央銀行建行50週年紀念）發行面值為1000、5000、10000法郎
- 2012版 發行面值為100、500、1000、5000、10000法郎

### 第三套法郎
- 2015版 發行面值為100、500、1000、5000、10000（未發行）、20000法郎
- 2018年修訂版 20,000法郎（尺寸縮小、防偽改進）
- 2019年3月1日修正10,000 法郎、發行2,000 法郎

### 輔幣
第一套輔幣面值分別為1、5、10、25、50、100法郎
第二套輔幣面值分別為1、5、10、25、50法郎（因面值過低，現少用）

幾內亞現在流通的紙幣系列。

## 外部連結
- 唐的世界硬币画廊：Guinea
- 罗恩·怀斯的世界纸币：Guinea 镜像网站
- 现代金融系统表格－库尔特·舒勒制作：Guinea 镜像网站
- 环球货币历史：Guinea
- 《环球金融资料》系列：Guinea Franc
- 《环球金融资料》货币历史表格（ 微软试算表格式）